# (35751) 1999 GE36
1999 GE36 (asteroide 35751) é um asteroide da cintura principal. Possui uma excentricidade de 0.08281470 e uma inclinação de 5.64712º.
Este asteroide foi descoberto no dia 7 de abril de 1999 por LINEAR em Socorro.